# 凌洁
凌洁（1982年10月22日—）湖南衡阳人。中国女子体操运动员。她在1999年世界体操锦标赛上获得平衡木金牌，高低杠和女团铜牌。2000年悉尼夏季奥林匹克运动会中，参加了女子体操比赛并获得高低杠银牌和女团铜牌（女团铜牌后因队友董芳宵年龄造假而被褫夺）。2002年退役，后进入北京大学法语系学习。现为湖南省体操队教练。